# هيلين بورتر
هيلين بورتر (بالإنجليزية: Helen Porter)‏ (ولدت 10 نوفمبر 1899 - 7 ديسمبر 1987) كانت عالمة نبات بريطانية من كلية لندن الإمبراطورية في لندن. وكانت زميلة في الجمعية الملكية، وأول بروفيسور من الإناث في كلية لندن الإمبراطورية. وقد كانت من أوائل العلماء البريطانيون الذين أستخدموا تقنيات مبتكرة في الاستشراب وفي القائفة المُشعة.

## حياتها
ولدت بورتر باسم هيلين كيمب آرشبولد في عام 1893 في بلدة فارنهام في سوري. كان والدها جورج كيمب آرشبولد مدير مدرسة، وكانت والدتها كارولين إميلي بروتون وايتهيد مغنية محترفة متدربة في بلجيكا. :400 انتقلت عائلة آرشبولد إلى بريستول في عام 1901 عندما كانت بورتر في عمر السنتين.:400 تلقت التعليم في المنزل خلال سنواتها الأولى في بيئة فيكتورية محافظة، واكتسبت مهارة في القراءة والكتابة باللغتين الفرنسية والإنجليزية.:1042
لم تعش بورتر فترة طفولتها بسبب نشوب الحرب العالمية الأولى مما دفع العائلة إلى الانفصال. انتقلت والدتها إلى لندن للعمل في المطابخ الحكومية الوطنية وانتقل والدها إلى يوركشاير للعمل في مدرسة مختلفة. بقيت بورتر وشقيقتها في سوري لمواصلة التحاقهما بمدرسة كليفتون الثانوية للبنات. :252 سافرت في سنواتها الأولى لأماكن عدة لتتجول في نهر الدانوب في عشرينيات القرن الماضي، وتقود عدة رحلات إلى المواقع الأثرية في الشرق الأوسط.
تزوجت بورتر من الطبيب ويليام جورج بورتر في عام 1937. توفي زوجها بعد بضع سنوات من الزواج، ولكنها احتفظت باسمه الأخير لأغراض مهنية. تزوجت في عام 1962 من الأستاذ آرثر سانت جورج هوجيت، وهو أستاذ علم وظائف الأعضاء ولكنه توفي في عام 1968. حافظت بورتر طوال حياتها على شغفها في التطريز. استندت أعمالها غالبًا إلى صور مأخوذة من منشورات علمية معاصرة. توفيت في عام 1987 عن عمر يناهز 88 عامًا.:402

## التعليم
التحقت بورتر بعد تعليمها المبكر في المنزل في مدرسة كليفتون الثانوية للبنات في سن السادسة في عام 1906. تخرجت من المدرسة في عام 1917 بدرجات عالية في جميع المواد الدراسية.:402 تأثرت بأحد معلمي المدرسة مما أثار اهتمامها في العلوم في الثالثة عشرة من عمرها. درست في جامعة بيدفورد في الفرع النسائي بجامعة لندن حيث درست الكيمياء والفيزياء والرياضيات، وحصلت على درجات علمية في الفيزياء والكيمياء مع مرتبة الشرف. حصلت بورتر بعدها على الدكتوراه من جامعة لندن في عام 1932 وحصلت على دبلوم من جامعة إمبريال كوليدج لندن.:407 التحقت بورتر بكلية بيركبيك وكلية تشيلسي للفنون التطبيقية لدعم عملها لاحقًا في البيولوجيا والكيمياء الحيوية.:407

## مسيرتها العلمية
واصلت بورتر دراستها في جامعة إمبريال كوليدج لندن كطالبة دراسات عليا. عملت في مختبر الكيمياء العضوية الذي يديره البروفسور ثورب برئاسة الدكتورة مارثا وايتلي. شمل عملها في مختبر ثورب مشتقات من الباربيتورات المختلفة.:407 انضمت في عام 1922 إلى مجموعة بحثية في محطة أبحاث درجات الحرارة المنخفضة المرتبطة بجامعة كامبريدج:403 لدراسة فساد التفاح في المخازن الباردة، وهي مشكلة يعاني منها مستوردي الفاكهة.
فحص فريق بحث بورتر عملية تنفس الثمرة وحللوا مركباتها العضوية وخاصة السكريات والأحماض العضوية والنشاء والهيموكلولوز والبكتين. توسعت دراسة بورتر من التحليل الكيميائي البسيط إلى دراسة دور هذه المواد الكيميائية في تطوير الثمار ونضوجها، وبحثت أيضًا في نقلها وتوليفها وأيضها.:404 كانت بورتر وفريقها قد فهموا بنجاح التفاعلات الكيميائية في التفاح المخزّن بحلول عام 1931، ولكنهم لم يتأكدوا بعد من سببها. توقف تمويل الدراسة في تلك السنة واختتم بحثهم.:404
استلمت بورتر منصب محاضرة زائرة في الكيمياء الحيوية في كلية سوانلي البستانية بعد انتهاء دراساتها عن التفاح في عام 1931. كما بدأت العمل مع معهد بحوث فسيولوجيا النبات في جامعة إمبريال كوليدج ومعامل روتهامستيد التجريبية. شملت أبحاثها هناك استقلاب الكربوهيدرات في المونوكلويدات وخاصة الشعير وعلاقته بتغذية النبات المعدنية. درست موقع تشكيل النشاء الموجود في الحبوب نفسها، وكشفت الرأي السائد بأن الكربوهيدرات تُصنع وتُخزّن في جذع النبات ثم تُنقل إلى الحبوب حيث تُحوَّل إلى النشاء. بدلاً من ذلك، وجدت بورتر ومجموعتها البحثية أن الكربوهيدرات الموجودة في جذع النبات كانت تستخدم للطاقة في وقت متأخر من دورة حياتها، وأن النشاء يُصنع في الواقع مباشرة في الحبوب. :404
انتقلت بورتر بعد نشوب الحرب العالمية الثانية إلى معامل روتهامستيد بسبب تركيز كلية إمبريال كوليدج الجديد على المجهود الحربي. انتقلت في عام 1947 إلى سانت لويس في الولايات المتحدة لمدة عام للبحث في مختبر عالمي الأحياء كارل فيرديناند كوري وجيري كوري الحائزين على جائزة نوبل. درست هناك دور الإنزيمات في تشكيل النشاء والتحلل،:404 وكيفية استخدام الإنزيمات في تجارب على استقلاب الجليكوجين.:405
أصبحت بورتر رئيسة مجموعة الأبحاث الخاصة بها في جامعة إمبريال كوليدج في عام 1953 وذلك بفضل منحة من مؤسسة نوفيلد.:405 استخدمت مجموعتها التقنيات المبتكرة في ذلك الحين في الوصف اللوني والتسميات الإشعاعية لمواصلة دراسة مسارات التمثيل الغذائي في النباتات. عملت أيضًا على تشكيل النشويات المشبعة والجلوكوز، واستخدمتها في تجارب حللت حركة الاستقلاب الضوئي وعملية تشكيل النشا والفركتوزان،:405 وهي واحدة من أوائل العلماء الذين قاموا بذلك في بريطانيا.
اعتمدت بورتر في تجربتها في هذا البحث على نباتات التبغ على عكس تجاربها السابقة.:252 سمحت لها التقنيات الجديدة بالإضافة إلى التصوير الإشعاعي الذاتي بدراسة هذه العمليات في الخلايا والأنسجة الحية.:1043 انتُخبت زميلة في الجمعية الملكية في عام 1956 بسبب نجاح بحثها. استلمت بورتر منصب المسؤول العلمي الرئيسي في معهد فسيولوجيا النبات في العام التالي، وعُيِّنت قارئة لعلم الإنزيمات في قسم النبات.
أصبحت رئيسة قسم فسيولوجيا النبات في جامعة إمبريال كوليدج في عام 1959، وكذلك أول أستاذة في الكلية. انتُخبت بورتر في لجنة الجمعية الكيميائية الحيوية بسبب شهاداتها المعتمدة في الكيمياء الحيوية في عام 1962. تقاعدت من منصبها كرئيسة قسم في عام 1964، وذلك في نفس العام الذي قادت فيه إنشاء فرق عمل متخصصة في المجتمع، وأصبحت سكرتيرة ثانية في مجلس البحوث الزراعية بالكلية.:406 عملت أيضًا كعضو فخري في جمعية مجلس البحوث الزراعية،:406 وعملت في العام التالي كرئيسة الجمعية الكيميائية الحيوية. استغلت منصبها كرئيسة وابتكرت سياسات الاشتراك وسياسات نشر المجلات، وأثرت التغييرات التي طبقتها على المجتمع اليوم.:252 كُرِّمت بورتر في عام 1966 من خلال تعيينها زميلة للكلية الإمبراطورية للعلوم والتكنولوجيا.:252 تعينت مستشارة السكرتيرة في مجلس البحوث الزراعية في عام 1972.:252